# Mission (film)
Mission (The Mission) è un film del 1986 diretto da Roland Joffé, vincitore della Palma d'oro al 39º Festival di Cannes.

## Trama
Sudamerica, 1750. Nella piccola foresta pluviale sopra le cascate dell'Iguazú, al confine tra Argentina, Brasile e Paraguay, Padre Gabriel è un missionario gesuita che, dopo una faticosa scalata delle cascate, raggiunge una tribù di Guaraní, riuscendo a farsi accettare, dopo una certa diffidenza, grazie alla musica del suo oboe. Essi in passato avevano già ucciso un gesuita che aveva tentato di convertirli alla fede cristiano-cattolica, crocifiggendolo e gettandolo vivo nel fiume Iguazú fino alle cascate. Nel frattempo, in una piccola cittadina nella provincia di Misiones in Argentina, il cacciatore di schiavi Rodrigo Mendoza uccide per gelosia, in un duello pubblico, suo fratello Felipe. Questi gli aveva confessato di essersi fidanzato con la giovane donna, Carlotta, che Mendoza considerava ormai come sua prossima sposa. Sconvolto dal rimorso, Mendoza decide di lasciarsi morire in cella, ma Padre Gabriel, durante un suo breve rientro alla casa-madre, venuto a sapere dell'accaduto, lo convince a trasformare il suo rifiuto della vita in un'accettazione del sacrificio (diventare missionario) con la quale poter espiare con atti concreti la sua colpa; insieme risaliranno nuovamente le cascate, Mendoza trascinandosi come memento del suo peccato, avvolte in una rete, le armi che usava da cacciatore di schiavi.
Ultimato il viaggio, Rodrigo decide di mettersi al servizio dei missionari e degli indigeni, scegliendo di prendere i voti per diventare anche lui un missionario gesuita. I Gesuiti con il tempo hanno realizzato un vero e proprio villaggio nel Rio Grande do Sul, offrendo protezione agli indios, ed evitando loro di essere ridotti a lavorare come schiavi nelle piantagioni, ma proprio questo esempio allarma i rappresentanti dei coloni spagnoli e portoghesi che vedono queste missioni come scomode e potenziali minacce per i loro affari economici. Dopo il trattato di Madrid, che pone fine alla inviolabilità delle 'Misiones', l'inviato pontificio, il cardinale Luis Altamirano, di fronte al quale avverrà un duro confronto verbale tra i missionari e gli ambasciatori europei, a malincuore, è costretto a ordinare ai religiosi ed ai nativi di abbandonare le loro terre in favore dei latifondisti. Il cardinale è messo in guardia da Don Cabeza e Don Hontar, rappresentanti dei re di Spagna e Portogallo, che arrivano a minacciare perfino l'esistenza stessa dell'ordine dei Gesuiti nell'intero mondo cattolico. Uno sguardo nella città di Asunción mostra come sia pronto un esercito di soldati spagnoli e portoghesi, affiancati anche da alcuni guaranì.
Gli indios rifiutano l'ordine di lasciare le terre di São Miguel das Missões e decidono di combattere per difenderle, guidati dal redento padre Rodrigo. Tutti i gesuiti rimangono con gli indios che li hanno accolti, e con i quali nel tempo si è stretto un forte legame di fratellanza; padre Gabriel, contrario ad ogni forma di violenza, auspica una resistenza pacifica, mentre gli altri missionari come Fielding e il giovane Ralph scelgono di combattere accanto ai Guaraní con Rodrigo. Nella notte prima della battaglia, Rodrigo e Fielding si recano di nascosto nell’avamposto improvvisato dell’esercito e, dopo aver ucciso una sentinella, rubano armi e polvere da sparo, la quale verrà usata per caricare rudimentali cannoni costruiti con tronchi di legno.
Il giorno della battaglia arriva e la comunità si divide: il gruppo di Rodrigo e Ralph attaccherà gli spagnoli nella foresta; il gruppo di Fielding affronterà i portoghesi lungo il fiume. Gabriel, rimasto nella missione, decide di celebrare una messa con le donne e i bambini della tribù. Grazie all’effetto a sorpresa e alle trappole create, i Guaraní ottengono un vantaggio iniziale riuscendo ad eliminare un gran numero di soldati nemici, ma restano presto sopraffatti dalla potenza superiore dell’esercito. Nello scontro sul fiume, il plotone dei portoghesi e il manipolo di Guaraní si distruggono a vicenda mentre Fielding sacrifica la propria vita per uccidere il capo dell'esercito portoghese sulle cascate attirandovi il suo kayak. Ralph viene ucciso poco dopo da un colpo di mortaio mentre tenta di bloccare l’avanzata degli spagnoli verso la missione.
Rodrigo si adopera per far saltare il solo ponte di collegamento del villaggio, ma si distrae per aiutare un bambino ferito, e nel frattempo i nemici disinnescano la trappola. Davanti alla sua impotenza, i soldati ridono di lui (in un'occasione precedente, un identico comportamento aveva suscitato la sua reazione violenta) e immediatamente gli sparano. Ormai a terra, il suo ultimo sguardo è rivolto verso padre Gabriel in processione con in mano l'ostensorio: esala l'ultimo respiro quando anche il suo redentore, che avanzava apparentemente intoccabile in mezzo a spari ed esplosioni, viene colpito a morte. Il film si conclude con la distruzione del villaggio e la sconfitta dei coloni Guaranì rimasti, barbaramente uccisi o fatti diventare schiavi. Solo un gruppo di bambini della tribù riesce a salvarsi dal massacro e abbandona il villaggio ormai distrutto, deserto e ridotto in cenere. I giovani ritrovano un violino e qualche oggetto usato nella guerra, e con questi fuggono con una canoa nella foresta.

## Base storica della narrazione
Mission si basa su eventi accaduti in seguito al trattato di Madrid del 1750, che obbligava il Regno di Spagna a cedere parte delle terre gesuite in Paraguay alla corona del Portogallo. Il narratore, Altamirano, che nel film affronta eventi già verificatisi, corrisponde alla figura storica del padre gesuita andaluso Lope Luis Altamirano, inviato in Paraguay nel 1752 con l'ordine di organizzare il trasferimento dei territori dalla Spagna al Portogallo. Costui ebbe la supervisione del trasferimento di sette missioni a sud e ad est del fiume Río Uruguay, che erano state costruite dagli indios Guaraní sotto la direzione dei gesuiti nel XVII secolo. Come "compensazione", la Spagna aveva promesso complessivamente soltanto 4.000 pesos per tutte e sette le missioni, che era meno di 1 peso per ciascuno dei circa 30.000 Guaraní nelle sette missioni, mentre si stimava che la terra coltivata, il bestiame e gli edifici valessero all'incirca 7-16 milioni di pesos. Ne derivò un conflitto tra Guaraní e l'esercito ispano-portoghese, che si contrapposero tra il 1754 e il 1756, durante il quale gli indigeni difesero coraggiosamente le loro case contro le forze europee che mettevano in atto il trattato di Madrid. Per scopi cinematografici è stata ricreata solo una delle sette missioni, São Miguel das Missões.
La pellicola fu ambientata a ridosso delle famose cascate dell'Iguazú, con una licenza artistica dello sceneggiatore, che combinò gli eventi narrati nel film con la storia delle vecchie missioni, fondate nella prima metà del XVII secolo sul fiume Paranapanema a monte delle cascate Guairà, che vennero abbandonate dai Guaraní e dai gesuiti a partire dal 1631, a causa delle incursioni dei mercanti portoghesi di schiavi. La battaglia alla fine del film evoca la battaglia di Mbororé del 1641, durata otto giorni, combattuta sul terreno e su canoe, durante la quale, sotto l'organizzazione ed il comando dei gesuiti, le forze Guaraní, aiutate da armi da fuoco, riuscirono a fermare gli incursori.

## Produzione

### Riprese
Le riprese del film si sono svolte tra l'aprile e il luglio 1985 tra il Brasile, la Colombia, l'Argentina e Paraguay.

## Distribuzione
Il film, dopo la proiezione a Cannes nel maggio 1986 con la conquista della Palma d'oro, è uscito in Italia il 10 ottobre 1986, negli USA il 31 ottobre.

## Colonna sonora
Il regista propose solo dopo il montaggio la composizione delle musiche ad Ennio Morricone. La colonna sonora comprende brani che sono divenuti tra i più celebri della storia del cinema, come Gabriel's Oboe. Grazie ad essa Morricone vinse il British Academy of Film and Television Arts, il Golden Globe ed ebbe una candidatura all'Oscar, ma la statuetta venne assegnata a Herbie Hancock per il film Round Midnight - A mezzanotte circa.
La colonna sonora del film è composta da 20 brani:
1. On Earth As It Is In Heaven – 3:50
2. Falls – 1:55
3. Gabriel's Oboe – 2:14
4. Ave Maria Guarani – 2:51
5. Brothers – 1:32
6. Carlotta – 1:21
7. Vita Nostra – 1:54
8. Climb – 1:37
9. Remorse – 2:46
10. Penance – 4:03
11. The Mission – 2:49
12. River – 1:59
13. Gabriel's Oboe – 2:40
14. Te Deum Guarani – 0:48
15. Refusal – 3:30
16. Asuncion – 1:27
17. Alone – 4:25
18. Guarani – 3:56
19. The Sword – 2:00
20. Miserere – 1:00

## Riconoscimenti
- 1987 - Premio Oscar
  - Migliore fotografia a Chris Menges
  - Candidatura Miglior film a Fernando Ghia e David Puttnam
  - Candidatura Migliore regia a Roland Joffé
  - Candidatura Migliore scenografia a Stuart Craig e Jack Stephens
  - Candidatura Migliori costumi a Enrico Sabbatini
  - Candidatura Miglior montaggio a Jim Clark
  - Candidatura Miglior colonna sonora a Ennio Morricone
- 1987 - Golden Globe
  - Migliore sceneggiatura a Robert Bolt
  - Miglior colonna sonora a Ennio Morricone
  - Candidatura Miglior film drammatico
  - Candidatura Migliore regia a Roland Joffé
  - Candidatura Miglior attore in un film drammatico a Jeremy Irons
- 1987 - Premio BAFTA
  - Miglior attore non protagonista a Ray McAnally
  - Miglior montaggio a Jim Clark
  - Miglior colonna sonora a Ennio Morricone
  - Candidatura Miglior film a Fernando Ghia, David Puttnam e Roland Joffé
  - Candidatura Migliore regia a Roland Joffé
  - Candidatura Migliore sceneggiatura originale a Robert Bolt
  - Candidatura Migliore fotografia a Chris Menges
  - Candidatura Migliore scenografia a Stuart Craig
  - Candidatura Migliori costumi a Enrico Sabbatini
  - Candidatura Miglior sonoro a Ian Fuller, Bill Rowe e Clive Winter
  - Candidatura Migliori effetti speciali a Peter Hutchinson

- 1986 - Festival di Cannes
  - Palma d'oro a Roland Joffé
  - Grand Prix Tecnico a Roland Joffé
- 1987 - Premio César
  - Candidatura Miglior film straniero a Roland Joffé
- 1987 - David di Donatello
  - Miglior produttore straniero a Fernando Ghia e David Puttnam
  - Candidatura Miglior film straniero a Roland Joffé
  - Candidatura Miglior attore straniero a Jeremy Irons
- 1987 - Kansas City Film Critics Circle Award
  - Miglior film
- 1986 - Los Angeles Film Critics Association Award
  - Miglior fotografia a Chris Menges
  - Candidatura Miglior colonna sonora a Ennio Morricone
- 1986 - National Board of Review Awards
  - Migliori dieci film
- 1986 - Evening Standard British Film Awards
  - Miglior attore a Ray McAnally
  - Miglior sceneggiatura a Robert Bolt
- 1987 - Nastro d'argento
  - Candidatura Miglior attore straniero a Robert De Niro
- 1987 - Eddie Award
  - Candidatura Miglior montaggio a Jim Clark
- 1987 - American Society of Cinematographers
  - Candidatura Miglior fotografia a Chris Menges
- 1986 - British Society of Cinematographers
  - Candidatura Miglior fotografia a Chris Menges
- 1986 - New York Film Critics Circle Awards
  - Candidatura Miglior fotografia a Chris Menges
- 1987 - Association of Polish Filmmakers Critics Awards
  - Miglior film straniero a Roland Joffé